# Сибторп, Джон
Джон Сибторп (англ. John Sibthorp; 1758—1796) — английский ботаник.

## Биография
Джон Сибторп родился 28 октября 1758 года в семье английского ботаника Хамфри Уолдо Сибторпа (ок. 1713—1797). Учился в Линкольновском колледже Оксфордского университета, в 1780 году получил степень магистра искусств. С 1781 по 1782 Сибторп учился в Парижском университете у профессора А. Л. де Жюссье, с 1782 по 1783 посещал лекции О. Бруссоне в Монпелье. Затем Джон перешёл в Эдинбургский университет, в 1784 году стал доктором медицины. В том же году он был назначен директором Оксфордского ботанического сада и профессором Университета. Некоторое время Джон преподавал в Гёттингене. В 1786—1787 Сибторп вместе с Фердинандом Бауэром путешествовал по Греции. В 1788 году Джон стал членом Лондонского Линнеевского и Королевского обществ. В 1794 году он отправился в Турцию и на Пелопоннес, по возвращении заболел туберкулёзом. 8 февраля 1796 года он скончался в городе Бат. Сибторп собрал около 2000 образцов растений за две поездки и планировал издать работу по флоре Греции, однако он умер ещё до того, как смог приступить к ней. Обработка образцов, привезённых Сибторпом и Бауэром, была начата Джеймсом Эдвардом Смитом (1759—1828) в 1806 году, последние три тома Flora Graeca из десяти были изданы Джоном Линдли (1799—1865).

## Некоторые научные работы
- Sibthorp, J. (1794). Flora oxoniensis. 422 p.
- Sibthorp, J.; Smith, J.E. (1806—1813). Florae Grecae prodromus. 2 vols.
- Sibthorp, J.; Smith, J.E.; Lindley, J. (1806—1840). Flora graeca. 10 vols.